# Gulfstream International Airlines
Gulfstream International Airlines fue una aerolínea estadounidense basada en el Aeropuerto Internacional de Fort Lauderdale-Hollywood en un área no incorporada del condado de Broward, Florida, cerca de Fort Lauderdale. En diciembre de 2010, la aerolínea se declaró en quiebra y sus activos fueron vendidos.
Operaba vuelos regulares y chárter a Florida, Bahamas y el Caribe. Operaba como subsidiaria en el grupo de Continental Connection el cual pertenece a la aerolínea Continental Airlines. Gulfstream International Airlines vuela a 11 destinos en Florida y 11 destinos en la Bahamas. 
Tenía su sede en Dania Beach, Florida.

## Historia
La Aerolínea fue establecida en octubre de 1988 y comenzó operaciones el 1 de diciembre de 1990. La aerolínea fue fundada por el Sr. Thomas Cooper un antiguo capitán de la empresa Eastern Airlines durante una huelga en 1989. Inicialmente operaba como aerotaxi basada en demanda entre Miami, Florida y Cabo Haitiano, Haití pero luego fue reubicada a la Bahamas, cuando el clima político en Haití forzó a detener las operaciones. En 1994 un acuerdo de código compartido fue firmado con United Airlines, En diciembre de 1995 Gulfstream hizo la transición desde una FAR 135 a un FAR 121, permitiendo las operaciones de aviones más grande. Su empresa matriz, G-Air Holdings, adquirió a Paradise International Airlines en agosto de 1998. En el 2004 firmó un acuerdo de código compartido  con la aerolínea Continental Airlines. . Gulfstream International Airlines es propiedad de G-Air Holdings (72%) y tiene 600 empleados (a diciembre de 2008).

## Destinos
Gulfstream International Airlines opera a los siguientes destinos.

### Florida
- Pensacola (Aeropuerto regional de Pensacola Gulf Coast)
- Fort Walton Beach (Aeropuerto Internacional de Northwest Florida)
- Tallahassee (Aeropuerto regional de Tallahassee)
- Tampa (Aeropuerto Internacional de Tampa)
- Orlando (Aeropuerto Internacional de Orlando)
- West Palm Beach (Aeropuerto Internacional de Palm Beach)
- Fort Lauderdale (Aeropuerto Internacional Fort Lauderdale-Hollywood)
- Miami (Aeropuerto Internacional de Miami)
- Key West (Aeropuerto Internacional de Key West)

### Ohio
- Cleveland (Aeropuerto Internacional de Cleveland-Hopkins)

### Pennsylvania
- Bradford (Aeropuerto regional de Bradford)
- DuBois (Aeropuerto regional de DuBois)
- Franklin (Aeropuerto regional de Venango)

### Oeste Virginia
- Lewisburg (Aeropuerto de Greenbrier Valley)

### New York
- Jamestown (Aeropuerto de Chautauqua County-Jamestown)

### Bahamas
- Freeport, Bahamas|Freeport]] (Aeropuerto Internacional de Grand Bahama)
- Bimini, Bimini (Aeropuerto de South Bimini)
- Andros, Andros (Aeropuerto Internacional de Andros Town)
- Nassau, Nassau (Aeropuerto Internacional de Lynden Pindling)
- Treasure Cay, Ábaco (Aeropuerto de Treasure Cay)
- Marsh Harbour (Aeropuerto de Marsh Harbour)
- North Eleuthera (Aeropuerto de North Eleuthera)
- Governors Harbour (Aeropuerto de Governor's Harbour)
- New Bight, Islas Ábaco (Aeropuerto de New Bight)
- George Town, Exuma (Aeropuerto Internacional de Exuma)

### Caribe
- La Habana (Aeropuerto Internacional José Martí) (Chárter)

## Flota
La flota de Gulfstream International Airlines está compuesta de las siguientes aeronaves:
- SAAB 340

## Código Compartido
Gulfstream International Airlines tiene código compartido con las siguientes aerolíneas:
- Continental Airlines
- Copa Airlines
- Northwest Airlines
- United Airlines
- Avianca[8]